# Kareem Smith
Carl Kareem Smith (Boston, 18 gennaio 1985) è un calciatore trinidadiano, difensore dello United Petrotrin e della Nazionale di calcio di Trinidad e Tobago.